# Cetopsidae
Cetopsidae (Китові соми) — родина сомоподібних. Складається з 2 підродин, 5 родів та 42 види.

## Опис
Загальна довжина представників цієї родини коливається від 2 до 30 см. Статевий диморфізм виявляється в наявності у самців опуклого виросту біля анального плавця та колючих променів спинного й грудних плавців. Голова середнього або маленького розміру. Морда тупа. Є 3 пари вусиків. Очі маленькі, у більшості перекривають шкірою, що робить їх майже сліпими. Зуби доволі гострі. Тулуб масивний чи витягнутий, майже циліндричний. Спинний плавець має невеличку основу, витягнутий догори. Грудні плавці середнього розміру (трохи менші за спинний плавець, в інших дорівнюють останньому). Спинний та грудні плавці мають шипи лише у видів роду Cetopsidium, а у роду Denticetopsis є шипи лише на грудних плавцях. У представників підродини Cetopsinae плавальний міхур малий, розташований у кістяній капсулі. Лише у сомів з підродини Helogeneinae присутній жировий плавець. Анальний плавець з довгою основою і 20—49 м'якими променями. Хвостовий плавець добре розвинений, з виїмкою, може бути широкими або довгим.
Забарвлення сріблясте, коричневе, червонувате, чорне з різними відтінками або цяточками чи плямочками темного кольору.

## Спосіб життя
Воліє до прісних водойм. Активні у присмерку. Є хижаками-ненажерами. Живляться безхребетними, переважно комахами, та падлом. Деякі види в природі ведуть паразитичний спосіб життя, харчуючись кров'ю інших риб. В акваріумних умовах без проблем їдять будь-які живі корми.

## Розповсюдження
Поширені у Південній Америці: від північної Колумбії до центральної Аргентини, часті в річках Амазонка, Оріноко, Яракуй, Тимбес, Жукія, Сан-Франсиско, Токантінс, Журубіда.

## Підродини та роди
- Підродина Cetopsinae
  - Рід Cetopsidium
  - Рід Cetopsis
  - Рід Denticetopsis
  - Рід Paracetopsis
- Підродина Helogeneinae
  - Рід Helogenes